# ЦЗ 75
CZ 75 (чеш. Česká zbrojovka 75) је чехословачки полуаутоматски пиштољ који су током 1970-их конструисала браћа Јозеф и Франтишек Коуцки у фабрици Чешка Збројовка из Ухерског Брода. Пиштољ CZ 75 је први пут представљен на изложби у Мадриду и убрзо је привукао велико интересовање. Примарно је развијен за извоз у треће земље у време када је Чехословачка била политички сателит Совјетског Савеза па је његово увођење у домаће снаге било немогуће, међутим након демократизације земље долази и до његовог усвајања у наоружање безбедносних снага.
Због својих изванредних карактеристика је постигао велики извозни успех и тренутно га по лиценци производи 20 компанија широм света, а сама Чешка Збројовка је представила бројне новије верзије и модификације. Пиштољ CZ 75 је настао у истом периоду кад и Берета 92 и СИГ П220, а према мишљењу стручњака их је и надмашио.

## Развој
Територија Чешке је још у време Аустроугарске била снажно индустријски развијена, а бројна предузећа из Чешке су се истицала у производњи оружја и опреме светског нивоа. Након осамостаљења, у периоду између два светска рата, новостворена Чехословачка је постала један од највећих произвођача оружја на свету, а извозила је све од авиона и возила до митраљеза, пушака, пиштоља и муниције. Један од примера чешке генијалности је пушкомитраљез ZB vz. 26. Након окупације Чехословачке, нацисти су експлоатисали моћну чешку индустрију за своје војне потребе. Чехословачка се након рата и ослобођења суочила са још једним проблемом, СССР чија Црвена армија је учествовала у ослобођењу је наметнуо доминацију комунистичке партије и увео је у парламент. Комунисти нису могли легално да преузму власт јер су доживели пораз на изборима па су зато извели Државни удар 1948.
Комунистичка владавина је Чехословачку довела на руб пропасти, економија и пољопривреда су пропале, народ је остао изолован иза гвоздене завесе, а некад моћна индустрија је тонула у пропаст и зависила је од политичке воље Совјетског Савеза. У време комунистичке диктатуре су домаће иновације и конструкције оружја потискиване у корист оружја које је наметао Совјетски Савез. И Чехословачка је попут осталих земаља источног блока била приморана да за пиштољски калибар користи совјетске 9x18 Макаров и 7.62x25mm TT.
У фабрици Чешка Збројовка се почетком 1969 јавила идеја да направе пиштољ за извоз на страна тржишта, имајући у виду да већина светских земаља користи стандардни НАТО калибар 9mm, одлучено је да нови пиштољ буде баш у том калибру што је аутоматски значило да од увођења у наоружање неке чланице источног блока нема ни говора. Конструктор Франтишек Коуцки је започео израду прототипа, а поједина решења је позајмио са пиштоља Browning HP и швајцарског SIG P210, међутим унео је многе иновације због чега се пиштољ може сматрати чисто чешким дизајном. Компанија је дизајн браће Коуцки патентирала као „тајни патент”, што је значило да нико у Чехословачкој не може да зна о њему нити да региструје исту конструкцију. Међутим због политичких прилика је компанија била спречена да свој патент заштити и у иностранству што је многим страним компанијама омогућило да ископирају CZ 75 без лиценце нарушавајући интелектуалну својину.
У Чехословачкој није продаван на тржишту све до 1985 када је постао популаран међу спортским стрелцима због високе прецизности. (Стрељаштво је трећи најпопуларнији спорт у Чешкој након фудбала и хокеја на леду)
У наоружање војске и полиције је уведен тек након Плишане револуције и демократизације земље. CZ 75 је данас најпопуларнији пиштољ у Чешкој, а присутан је и широм света, како оригиналне верзије, тако и копије. CZ 75 има високу репутацију као изузетно квалитетан, прецизан и поуздан пиштољ, уведен је као службени пиштољ у многе полиције и војске широм света, присутан је на цивилном тржишту. У новије време верзија CZ 75 SP01 Shadow је популарна међу спортским стрелцима и сматра се једним од најбољих пиштоља на свету, а један број таквих пиштоља се налази и у наоружању српских специјалаца.

## Технички опис
Окидачки механизам је двоструке акције са пристојном силином окидања и уз коректан ход обарача, како у двоструком тако и у једноструком ходу. Све то у комбинацији са ниским, фиксним, борбеним нишанима 3DOT (3 тачке) система омогућава групе погодака прецизном паљбом знатно изнад просека за један службени пиштољ. Дужина цеви оружја је 120mm, а укупна дужина оружја 206mm. Капацитет оквира првих серија је био 15 метака али је оквир могао примити и метак више без утицаја на функционалност оружја те се у последње време пиштољи испоручују са оквирима капацитета 16 метака.
Пиштољ је опремљен механичком кочницом ударача која активирана омогућава ношење оружја са метком у цеви и напетим ударачем (cocked and locked) што му је омогућило да освоји симпатије Американаца који преферирају ношење пиштоља у овом стању спремности. Када је укочен није могуће повлачење навлаке уназад (односно репетирање), а о активности кочнице јасно нам говори и индикатор у виду црвене тачке изнад полуге кочнице, видљив када је оружје откочено. Дугме утврђивача оквира налази се са леве стране, на раму иза штитника обарача. У новије време фабрика нуди и верзију са декокером али се тај систем сматра мање безбедним па због тога службена лица преферирају традиционалну механичку кочницу. Уз пиштоље из новије полицијске серије P се уз комплет добијају и кочница и декокер, а корисник самостално по сопственој жељи може изабрати који ће уградити.

## Галерија
- CZ 75
- CZ 75 на изложби
- CZ 75B
- CZ 75 SP01 Shadow
- CZ 75 SP01 са предње стране
- CZ 75D Compact
- CZ P01, полицијски пиштољ
- CZ 75, први модел
- CZ 75 SP01 Shadow

## Корисници
- Чешка
- Бразил
- Чиле
- Египат
- Ел Салвадор
- Финска
- Грузија
- Грчка
- Израел
- Казахстан
- БЈРМ
- Мексико
- Филипини
- Пољска
- Русија
- Србија
- Сингапур
- Словачка
- Јужноафричка Република
- Шпанија
- Тајланд
- Турска
- Сједињене Државе